# Шевченко Михайло Васильович
Михайло Васильович Шевченко (нар. 19 серпня 1947, с. Обтове, нині Конотопського району Сумської області) — український поет, заслужений діяч мистецтв України. Член Національної спілки письменників України (1977). Лауреат премій: ім. Петра Артеменка, ім. Павла Усенка, ім. Володимира Сосюри, ім. Івана Нечуя-Левицького, ім. Миколи Островського, Міжнародної премії ім. Григорія Сковороди.

## Життєпис
Народився 19 серпня 1947 року в селі Обтове Кролевецького району (нині Конотопського району) Сумської області.
Батьки — Марія Прокопівна та Василь Іванович, брат Василь, сестри Ніна та Валентина. Одружений. Дружина Світлана Григорівна — заслужений учитель України (філолог, викладач української мови та літератури). Сини: Олег — журналіст, Григорій — юрист.
У 1965 році закінчив Обтівську середню школу, вступив до Полтавського сільськогосподарського інституту (зоофокультет). Під тиском органів держбезпеки (категорично відмовився співпрацювати) був вимушений перевестися на заочне відділенні. Пішов на свій хліб.
Працював у Новосанжарській районній газеті «Червоний прапор», а потім — у газеті «Комсомолець Полтавщини». Був єдиним в Україні безпартійним завідувачем відділу пропаганди обласної газети, згодом завідував відділом літератури і мистецтва «Комсомольця Полтавщини», а з 1982 р. — «Молоді України» (м. Київ).
З 1986 році — секретар Київської організації Спілки письменників України (член СПУ з 1977 року), з 1988 року — директор Бюро пропаганди художньої літератури СПУ, з 1993 року — директор Літфонду СПУ і Секретар Спілки письменників України до 2002 р. З 1993 по 1996 року редагував журнал «Криниця» (Полтава).
З 2002 року працює в апараті Верховної Ради України (секретаріат фракції СПУ).
Михайло Шевченко — автор книжок;
- «Травневе поле»,
- «Близень-світ»,
- «Балади про любов»,
- «В отчому краї»,
- «Глибокий шлях»,
- «Один, прощальний поклик журавля»,
- «Єдина Книга»,
- «…Я ще живу»,
- «Мені на цьому світі не нажитись»,
- «Молитва для двох»,
- «Останній теплохід мого тисячоліття»,
- «Перед горою Чернечою»,
- «Юне дівча обриває ромашку»,
- «Все відходить назавжди»,
- «Вісь».

Він упорядкував книжку «Найкращі пісні України»
- Найкращі пісні України / упоряд. М. Шевченко. - 2.вид., доп. - К. : Демократична Україна, 1995. - 270 с. - (Народна бібліотека "Демократичної України"). - ISBN 5-7707-5755-8

У перекладі російською вийшли збірки:
- «Судьба»,
- «Ранние птицы»,
- «Полынь вечерняя».

Його поезії перекладені німецькою, польською, угорською, болгарською, словацькою, білоруською, монгольською та іншими мовами.
Засновник (разом з Тарасом Нікітіним) і голова журі Міжнародної літературно-мистецької премії ім. Григорія Сковороди.
У 1987—2002 роках М. В. Шевченко був незмінним головою оргкомітету Міжнародного Шевченківського свята «В сім'ї вольній, новій».
У 1994 році — голова оргкомітету Всеукраїнського літературно-мистецького фестивалю «Кролевецькі рушники», заснованого разом із земляками А. М. Петрусенком та В. Б. Зенченко.
Саме М. В. Шевченко разом із сум'янкою К. Ю. Сенько виступили ініціаторами створення обласних земляцтв у Києві. Перші організаційні засідання були проведені у 1995 р.
17 березня 1995 року в Будинку літераторів України вперше відбулися установчі збори Сумського земляцтва в місті Києві.

## Нагороди і відзнаки
- Заслужений діяч мистецтв України
- Орден «За заслуги» (Україна) III ступеня (11 квітня 2007) — за багаторічну плідну діяльність на ниві розвитку і збереження культурно-мистецьких надбань українського народу, високий професіоналізм.[2]
- Орден «За заслуги» (Україна) ІІ ступеня (8 листопада 2017) — за значний особистий внесок у розвиток національної культури і мистецтва, вагомі творчі здобутки та високу професійну майстерність.[3]

Лауреат премій:
- ім. Петра Артеменка,
- ім. Павла Усенка,
- ім. Володимира Сосюри,
- ім. Івана Нечуя-Левицького,
- ім. Миколи Островського,
- Міжнародної літературно-мистецької премії ім. Григорія Сковороди.
- літературної премії імені Олександра Олеся